# Penelope Scheidler
Penelope Scheidler (geboren 1996 in Salzburg) ist eine österreichische Zirkusartistin und Tänzerin.

## Leben und Werk
Scheidler begann bereits im Alter von vier Jahren zu tanzen und zu trainieren. Ihre erste Lehrerin war die eigene Mutter, die Tänzerin und Tanzpädagogin Sonja Scheidler. Später nahm sie Artistikunterricht bei Doris Kirschhofer, mit der sie in der Folge regelmäßig im In- und Ausland auftrat und auftritt. Es folgte Unterricht in Schauspiel und Artistik beim Artisten, Choreografen und Regisseur Ulfried Kirschhofer, der an der Universität Mozarteum in Salzburg lehrt. 2013 absolvierte sie eine Fortbildung an der École Nationale de Cirque in Montréal, der Zirkusschule des Cirque du Soleil.
Den ersten Auftritt hatte sie – im Alter von elf Jahren – bei einer Gala der Salzburgarena vor rund sechstausend Zuschauern. Die Show war von ihrer Lehrerin Doris Kirschhofer konzipiert worden. Sie ist weiters bislang in ganz Österreich, in Deutschland, der Schweiz und in Italien aufgetreten, im Zirkus, im Varieté, auf klassischen Bühnen. Zu ihren bekanntesten Auftrittsorten zählen der Circus Roncalli und die Salzburger Festspiele. 
Scheidlers Hauptdisziplinen sind die Handstandartistik, die Luftartistik sowie die Contortion. 

### Auftritte
Unter anderem war Penelope Scheidler bei folgenden Events und Produktionen zu sehen:
- im Winter 2011/12 zwei Monate lang als Handstand- und Luftartistin beim Circus Roncalli im Tempodrom Berlin
- seit 2013 alljährlich in der Jedermann-Neuinszenierung der Salzburger Festspiele, Regie: Brian Mertes und Julian Crouch,
- Anfang 2015 in der Show Varieté à la Burlesque im Varieté Starclub in Kassel,
- im Sommer 2015 in Mackie Messer, einer experimentellen Neufassung der Dreigroschenoper von Brecht und Weill bei den Salzburger Festspielen (in der Felsenreitschule), Regie: Julian Crouch und Sven-Eric Bechtolf.

## Weitere Quellen
- Karin Portenkirchner: Der Traum vom Zirkusleben, Porträt Penelope Scheidler, Salzburger Nachrichten, 25.. Jänner 2014, S. 17, abgerufen am 26.. Juni 2016.
- Bundesrealgymnasium Seekirchen: Eine Klasse für sich, Penelope Scheidler im Porträt (Bildstrecke), abgerufen am 26.. Juni 2016.